# Sidney Kingsley
Sidney Kingsley (Geburtsname: Sidney Kirshner; * 22. Oktober 1906 in New York City; † 20. März 1995 in Oakland, New Jersey) war ein amerikanischer Dramatiker. Sein Stück Men in White gewann 1934 den Pulitzer-Preis für Theater.

## Leben
Kingsley studierte nach dem Schulbesuch an der Cornell University und begann bereits während des Studiums mit dem Verfassen von Theaterstücken. Seinen größten Erfolg hatte Kingsley mit seinem Theaterstück Men in White (1933), das 1934 mit dem Pulitzer-Preis für Theater ausgezeichnet und 1934 von Richard Boleslawski mit Clark Gable und Myrna Loy verfilmt wurde. In der Folgezeit verfasste er zahlreiche weitere Dramen sowie Drehbücher zu Filmen wie Sackgasse (1937) und Polizeirevier 21 (1951). Später verfasste er auch die Drehbücher und Vorlagen für zahlreiche Fernsehserien und Fernsehfilme. 1952 erschien Darkness at Noon, eine dramatische Überarbeitung des Romans Sonnenfinsternis von Arthur Koestler.
Kingsley, der von 1939 bis zu deren Tod 1981 mit der Schauspielerin Madge Evans verheiratet war, fungierte auch als Vorstandsmitglied des Tanzensembles von Martha Graham.

## Dramen
- 1935: Dead End
- 1936: Ten Million Ghosts
- 1939: The World We Make
- 1943: The Patriots
- 1949: Detective Story
- 1954: Lunatics and Lovers
- 1961: Best American Plays
- 1966: Night Life

### Werkausgaben
- Sidney Kingsley: Five Prizewinning Plays. Ohio State University Press, Columbus OH 1995. ISBN 0814206654 (Digitalisat auf den Seiten des Verlags im Vollzugriff)